# Носкова, Ольга Владимировна
Ольга Владимировна Носкова (род. 14 июня 1955 года, в городе Березники, Пермская область) — государственный и политический деятель. Депутат Государственной Думы пятого созыва, член фракции Единая Россия в Государственной думе V созыва, член комитета Государственной думы по информационной политике, информационным технологиям и связи.

## Биография
Ольга Владимировна родилась 14 июня в 1955 году, в городе Березники Пермской области в семье рабочего и учительницы.
В 1977 году завершила обучение и получила диплом о высшем образовании Московского государственного университета, обучалась на факультете журналистики. В 1982 году защитила кандидатскую диссертацию по филологии по проблемам телевизионного общения, является кандидатом филологических наук.
В 1977 году начала свою трудовую деятельность по распределению от высшего учебного заведения в Горьковском областном комитете по телевидению и радиовещанию Работала в должности младшего редактора.
С 1979 по 1982 годы являлась аспиранткой факультета журналистики Московского государственного университета.
С 1983 по 1992 годы вновь трудилась в Горьковском областном комитете по телевидению и радиовещанию. Работала редактором, позже назначена главным редактором редакции информационно-публицистических программ.
С 1992 по 2007 годы работала в должности директора на Нижегородской Государственной областной телерадиостудии.
В 1998 году на выборах депутатов Законодательного Собрания Нижегородской области одержала победу. Вошла в состав комитета по бюджету и комитет по социальным вопросам.
В 2006 году вновь избрана депутатом Законодательного Собрания Нижегородской области. Стала председателем комитета по информатизации, работе с общественными объединениями и средствами массовой информации.
В декабре 2007 года на выборах в Государственную Думу V созыва по федеральным спискам кандидатов от партии Единая Россия одерживает победу и становится депутатом. Работает в Государственной Думе в комитете по информационной политике, информационным технологиям и связи. Член фракции Единая Россия в Государственной думе V созыва. Полномочия завершены в июле 2011 года. Освободившийся мандат перешел Любомиру Тяну.
В июне 2011 году была назначена на должность министра социальной политики Нижегородской области. Проработала в должности до 2014 года.
С 2014 по 2016 годы работала в должности министра Правительства Нижегородской области — полномочный представитель Губернатора в Законодательном Собрании Нижегородской области.
В 2016 году назначена советником Губернатора Нижегородской области по социальным вопросам.
С 2017 по 2018 годы работала в должности генерального директора объединённой нижегородской телекомпании ННТВ.
Член-корреспондент Российской Академии Естественных Наук. С 2007 года возглавляет общественную организацию «Союз журналистов Нижегородской области».

## Награды
За свои трудовые успехи была награждена и отмечена:
- Медаль ордена «За заслуги перед Отечеством» II степени;
- Лауреат Премии Нижнего Новгорода, лауреат Премии им. М. Горького;
- Благодарность Председателя Государственной Думы Российской Федерации;
- Благодарность Правительства Российской Федерации;
- Медаль "100 лет Союзу журналистов России".

Имеет звания:
- Заслуженный работник культуры Российской Федерации